# Теорема Крамера о разложении нормального распределения
Теорема Крамера о разложении нормального распределения — утверждение в теории вероятности. Хорошо известно, что если случайные величины {\displaystyle \xi _{1}} и {\displaystyle \xi _{2}} независимы и нормально распределены, то их сумма также нормально распределена. Оказывается, что верно и обратное утверждение. Этот результат, предугаданный П. Леви и доказанный Крамером, привел к возникновению нового направления в теории вероятностей — теории разложений случайных величин на независимые слагаемые (арифметики вероятностных распределений).

## Формулировка теоремы
Пусть случайная величина {\displaystyle \xi } имеет нормальное распределение и представима в виде суммы двух независимых случайных величин {\displaystyle \xi =\xi _{1}+\xi _{2}}. Тогда {\displaystyle \xi _{1}}и {\displaystyle \xi _{2}} также нормально распределены.
Доказательство теоремы Крамера о разложении нормального распределения использует теорию целых функций.